# المشراح الصفح (ردفان)

تعديل مصدري - تعديل

المشراح الصفح هي إحدى قرى عزلة الحبيلين بمديرية ردفان التابعة لمحافظة لحج، بلغ تعداد سكانها 49 نسمة حسب تعداد اليمن لعام 2004.